# 彼得比伦

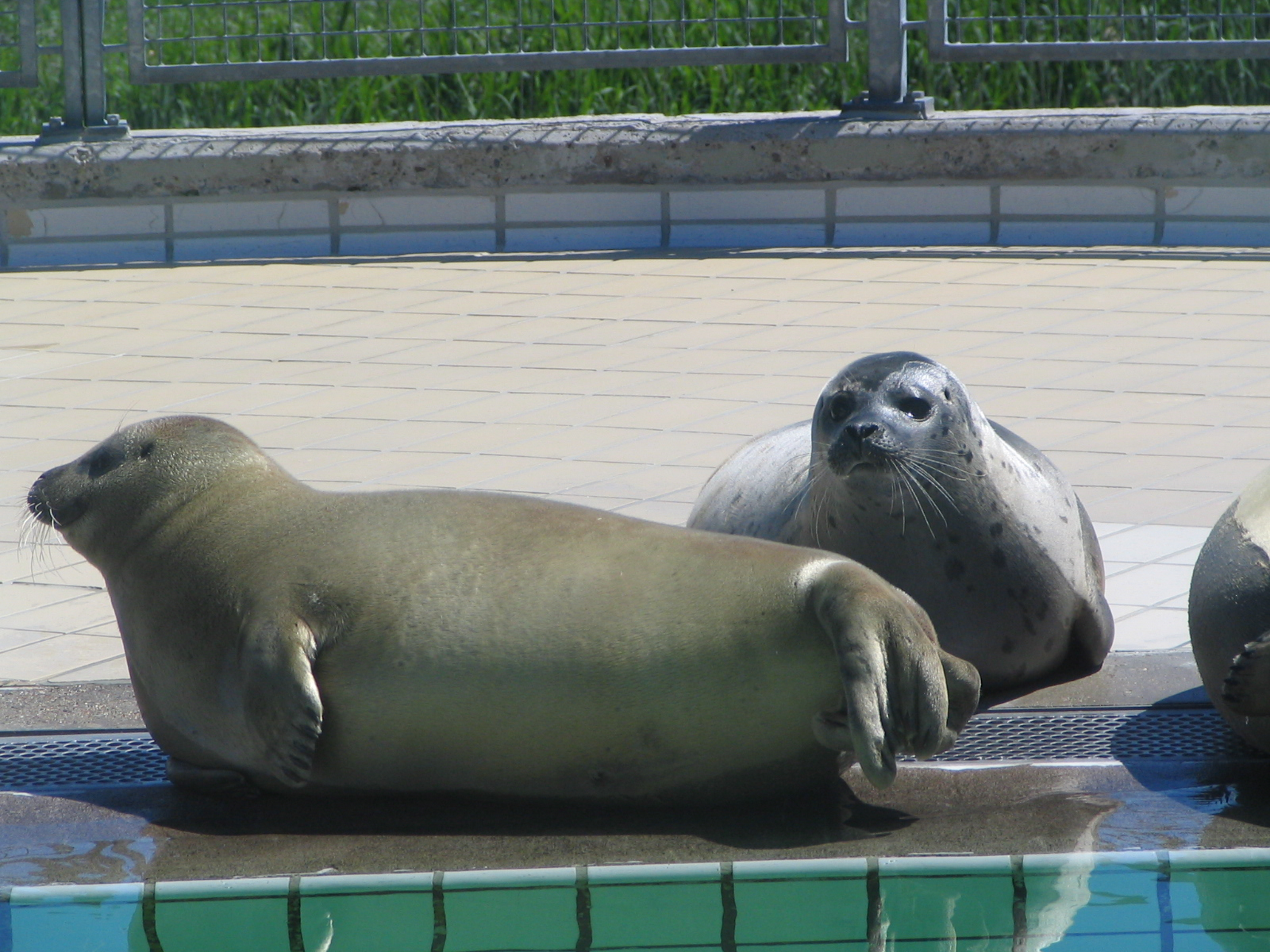
海豹康復和研究中心

彼得比伦（Pieterburen）為荷蘭格羅寧根省的一個村莊，且為海特霍赫蘭的市鎮之一，2021年時該村人口有290人。並以其海豹康復和研究中心而聞名。

## 著名人物
- 科内利斯·西蒙·梅耶尔 （1904–1974），數學家[3]

## 照片

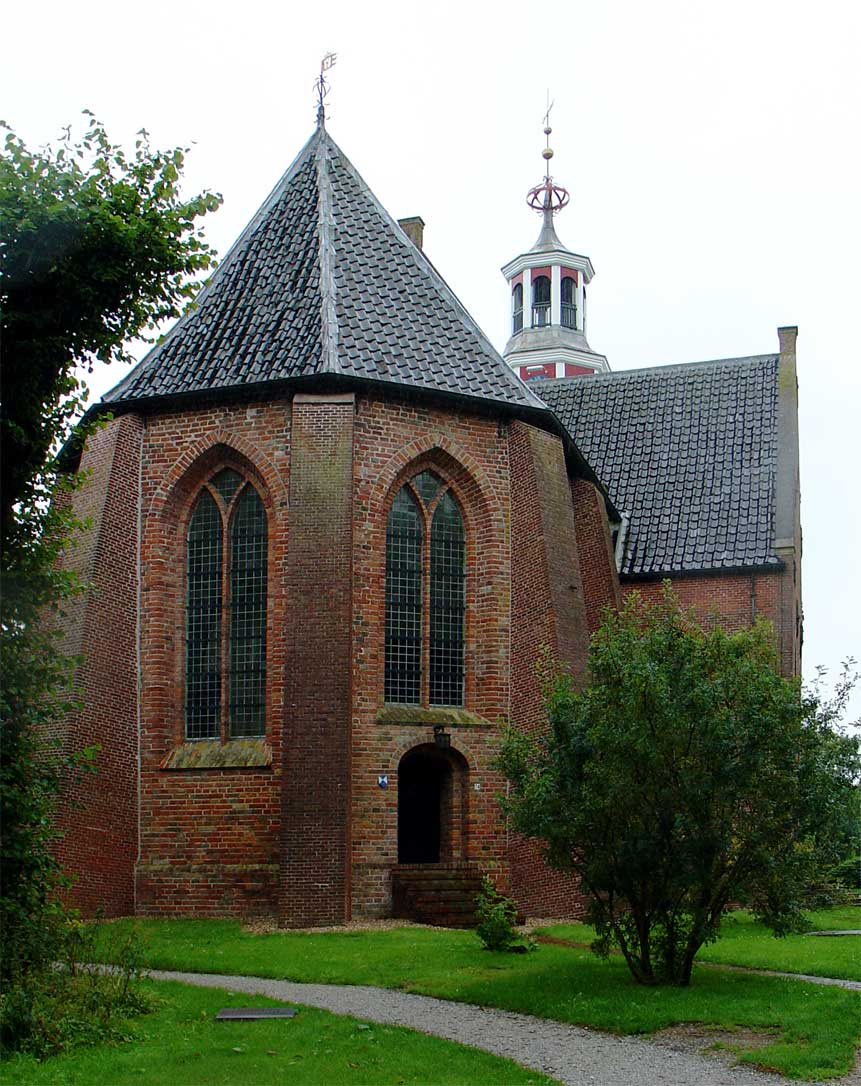
教堂
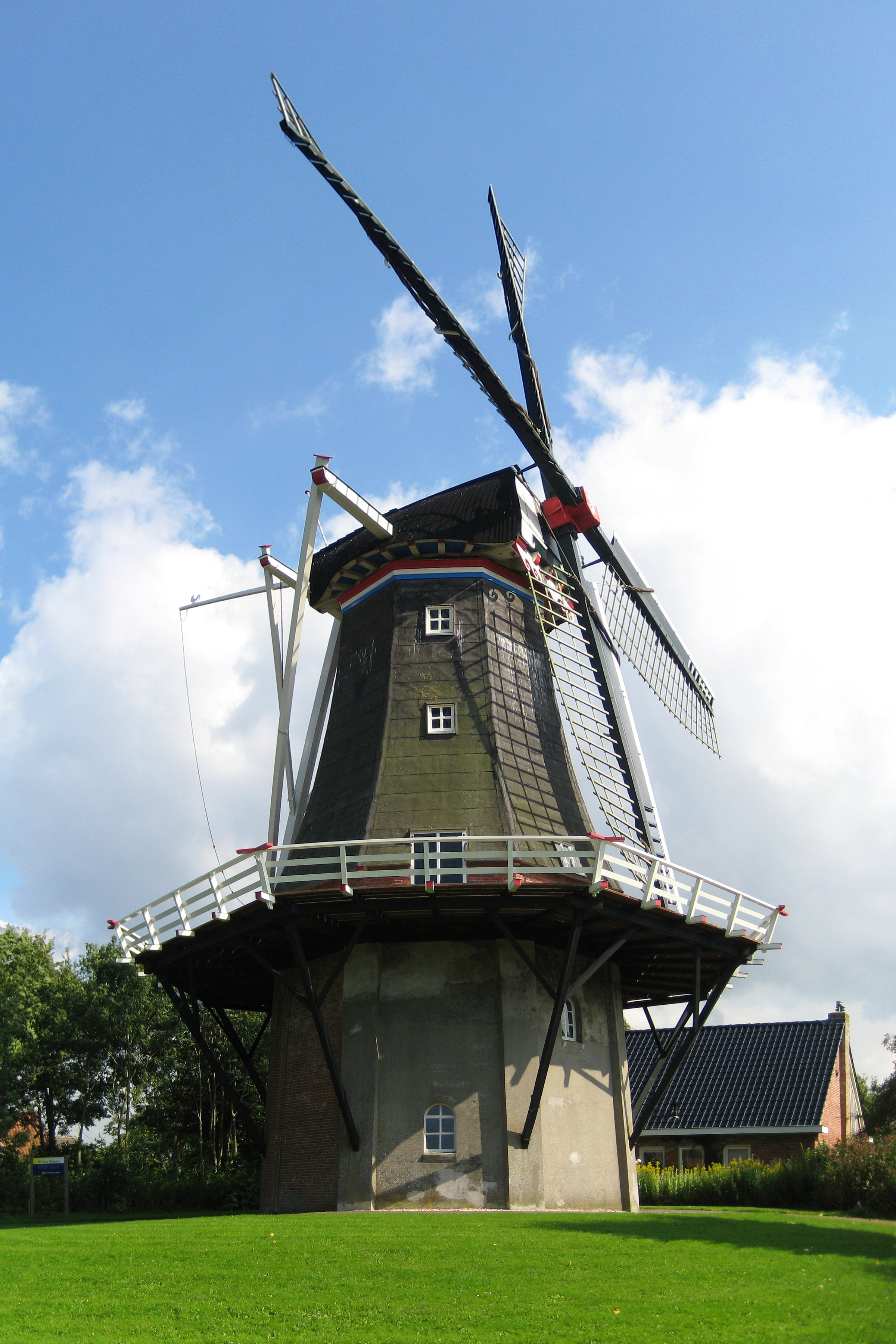
四風風車
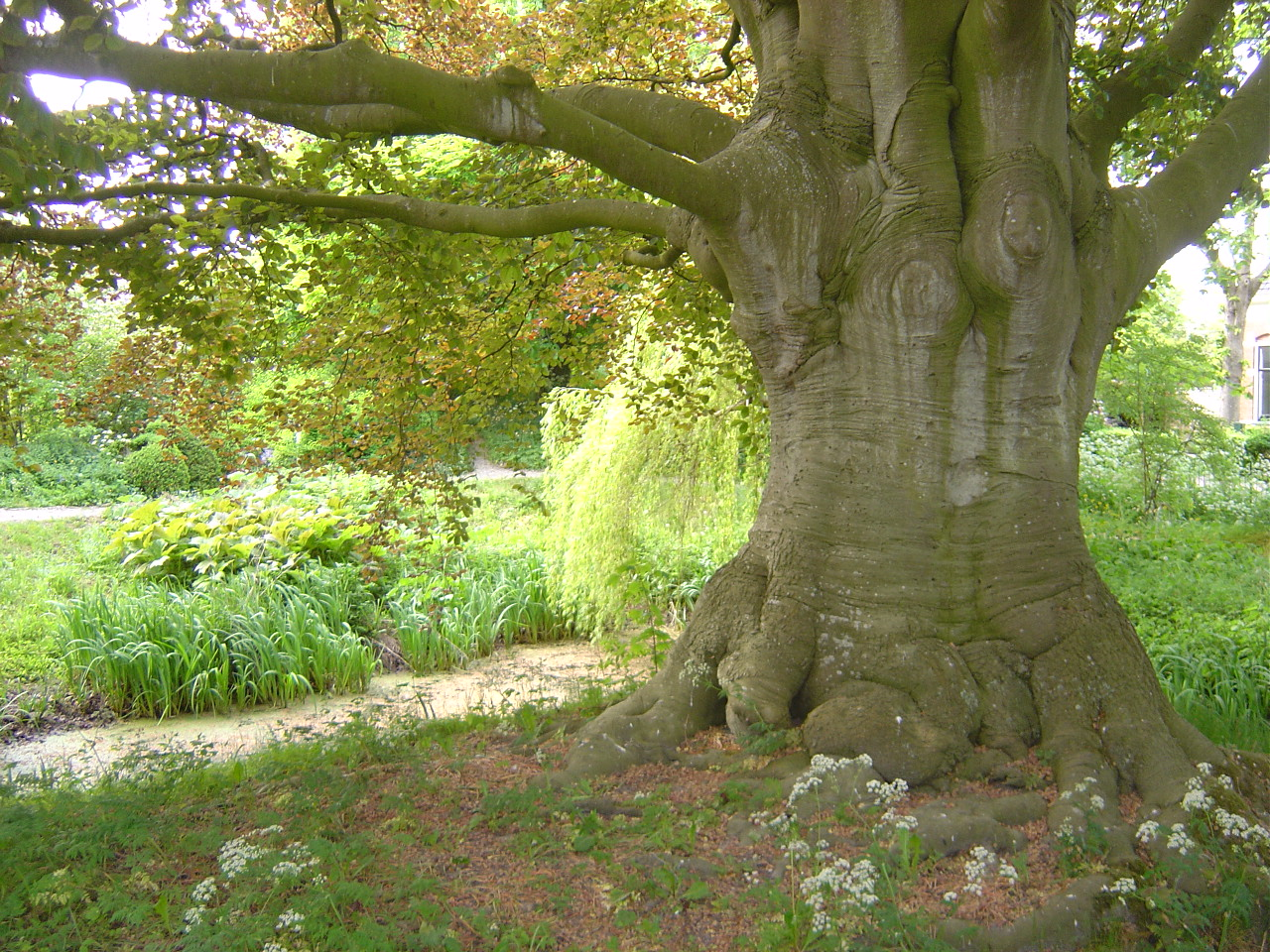
納斯多米斯的山毛櫸

## 外部連結
- 维基共享资源上的相關多媒體資源：彼得比伦
- 英語维基导游上的相关旅游指南：Pieterburen

53°24′00″N 6°27′11″E / 53.4°N 6.453°E